# Prêmio Nacional de Artes Cênicas
O Prêmio Nacional de Artes Cênicas (do galego: Premio Nacional de Artes escénicas) foi um galardão outorgado pela Junta de Galiza e concedido por um jurado de quinze pessoas de distintos âmbitos da cultura galega, como um dos dez Prêmios Nacionais da Cultura Galega.
Os prêmios concederam-se a criadores vivos que destacam-se esse ano pelo seu labor neste campo artístico do teatro e disciplinas relacionadas, ou em reconhecemento a uma trajectoria. O prêmio convocou-se unicamente em 2008, edição enm que os galardoados receberam 15.000 euros de prêmio. 
Ainda que com vocação de continuidade, a mudança de governo produzida em 2009 supôs a interrupção da convocatória. Ao criarem-se em 2010 os Prêmios da Cultura Galega definiu-se como continuadora a categoria Prêmio Cultura Galega das Artes Cênicas.

## Premiado
- 2008: Manuel Lourenzo